# Δ-Ring (Mengensystem)
Ein δ-Ring (delta-Ring) ist ein spezielles Mengensystem, das in der Maßtheorie Anwendung findet, einem Teilgebiet der Mathematik, das sich mit verallgemeinerten Volumenbegriffen beschäftigt.

## Definition
Ein δ-Ring ist ein Mengenring, der zusätzlich noch ein δ-System ist, das heißt, es ist ein nichtleeres Mengensystem, das stabil bzw. abgeschlossen ist bezüglich Vereinigung, Differenzbildung und abzählbaren Schnitten.
Schreibt man alle Forderungen an einen δ-Ring einzeln aus, so lauten sie:
1. Sind {\displaystyle A,B} im δ-Ring enthalten, so ist auch {\displaystyle A\cup B} enthalten. (Stabilität bezüglich Vereinigung)
2. Sind {\displaystyle A,B} im δ-Ring enthalten, so ist auch {\displaystyle A\setminus B} enthalten. (Stabilität bezüglich Differenzbildung)
3. Sind {\displaystyle A_{1},A_{2},A_{3},\dots } im δ-Ring enthalten, so ist auch {\displaystyle \bigcap _{i=1}^{\infty }A_{i}} enthalten. (Stabilität bezüglich abzählbaren Schnitten)

## Eigenschaften und Beispiele
- Jeder σ-Ring ist auch immer ein δ-Ring, denn es gilt

{\displaystyle \bigcap _{i=1}^{\infty }A_{i}=A_{1}\setminus \bigcup _{i=2}^{\infty }(A_{1}\setminus A_{i})}
für jede im σ-Ring enthaltene Folge von Mengen {\displaystyle (A_{i})_{i\in \mathbb {N} }}.
- Die Umkehrung gilt aber im Allgemeinen nicht. Betrachtet man zum Beispiel eine beliebige abzählbare Menge {\displaystyle X} und definiert darauf das Mengensystem aller endlichen Mengen

{\displaystyle {\mathcal {E}}:=\{E\subset X\,|\,|E|<\infty \}},
so handelt es sich um einen δ-Ring, da abzählbare Schnitte endlicher Mengen wieder endlich sind. Es ist aber kein σ-Ring, denn abzählbare Vereinigungen von endlichen Mengen sind im Allgemeinen nicht endlich.

## Verwendung
δ-Ringe finden beispielsweise bei Abwandlungen des Maßerweiterungssatzes von Carathéodory Verwendung, wo man anstelle der Erweiterung auf die von einem Ring erzeugte σ-Algebra nur auf den erzeugten δ-Ring erweitert.